# Festival des musiques démesurées
Musiques démesurées est un festival annuel de musique contemporaine et expérimentale qui se déroule à Clermont-Ferrand et dont la 1re édition a eu lieu en 1999.

## Organisation
Le festival est organisé par l'association « Musique d'aujourd'hui à Clermont Musiques Démesurées ». Il a été créé en 1999 par trois professeurs du Conservatoire de Musique de Clermont-Ferrand avec l'appui du compositeur Daniel Meier. La direction a ensuite été confiée à Agnès Timmers (jusqu'en 2018) puis à la compositrice Sophie Lacaze.

## Description
Le festival apporte un soutien à la création contemporaine par des commandes à des compositeurs et compositrices,, de nombreuses créations mondiales et françaises ,.
Il propose des évènements de découverte musicale (spectacles jeune public, siestes musicales, installations sonores, ateliers, etc.) ainsi que des évènements plus spécialisés (concerts, conférences, masterclasses).
Depuis 2019, un compositeur ou une compositrice est à l'honneur et plusieurs événements sont proposés au public autour de sa musique afin de faire découvrir son œuvre. 
En 2019 : Betsy Jolas. 
En 2020 : Claude Ledoux.